# Chambersburg
Chambersburg is een plaats (borough) in de Amerikaanse staat Pennsylvania, en valt bestuurlijk gezien onder Franklin County.

## Demografie
Bij de volkstelling in 2000 werd het aantal inwoners vastgesteld op 17.862.
In 2006 is het aantal inwoners door het United States Census Bureau geschat op 17.946, een stijging van 84 (0,5%).

## Geografie
Volgens het United States Census Bureau beslaat de plaats een oppervlakte van
17,8 km², geheel bestaande uit land. Chambersburg ligt op ongeveer 192 m boven zeeniveau.

## Plaatsen in de nabije omgeving
De onderstaande figuur toont nabijgelegen plaatsen in een straal van 20 km rond Chambersburg.

## Geboren
- Elaine Princi (14 december 1946), actrice